# スズラン
スズラン（鈴蘭、学名: Convallaria majalis var. manshurica）は、スズラン亜科スズラン属に属する多年草の一種。狭義にはその中の一変種Convallaria majalis var. keiskeiを指す。学名のConvallariaはラテン語の谷（Convallis）に由来する。君影草（きみかげそう）、谷間の姫百合（たにまのひめゆり）の別名もある。
本種は「ラン」と付いているがラン科ではなくキジカクシ科（旧科名ユリ科）に分類される。スズランの別名を持つ植物にラン科のカキランがあり、『日本草木植物総検索誌』（1979年）の和名索引ではともに「スズラン」とされ科名で区別されている。他にイチヤクソウやベンケイソウもスズランと呼ばれていたことがある。
高原などに群落を作って生育している。草丈は15 - 30センチメートル。葉はふつう2枚が抱き合って伸び、葉の間から花茎を伸ばして白い釣鐘形の花を咲かせる。

## 種類
スズラン属は北半球に数種がみられるが、これらに関しては1種で2変種または3変種、あるいはそれぞれ独立種とされることもあり見解が分かれる。
- Convallaria majalis var. keiskei - 温帯アジア（北海道、本州、九州、サハリン、東シベリア、中国、朝鮮半島）に分布[7]。
- C. majalis var. majalis（ドイツスズラン）[13] - ヨーロッパ原産[7]。葉がやや小型だが花が大きく芳香が強い[7]。
- C. majalis var. montana（アメリカスズラン）[13] – 北米のアパラチア山脈一帯に分布[6][7]。

日本などで自生しているスズランは花茎が短く花の数も少ないため、市場で出回っている園芸上のスズランは一般的にドイツスズランである。両者は花の大きさ、葉の質、花冠の形、葯や花粉、花糸の基部の色に違いがある。
なお、エゾスズラン（Epipactis papillosa）はラン科の植物である。

## 利用
香水として利用される。聖なる香りと言われ、愛しい人にふりかけると振り向いてくれるという言い伝えも残る。また、全草に強心配糖体のコンバラトキシンなどを含んでいる。

### 香水
バラ、ジャスミン、ライラック、スズランは、香料の世界では四大フローラルと呼ばれており、特にバラ、ジャスミン、スズランは三大フローラルとも呼ばれている。

### 生薬
強心作用や利尿作用があることから生薬や製薬の原料とされる。

### 毒性
全草、特に根茎に毒成分が多く、誤食すると嘔吐、頭痛、眩暈、血圧低下、心臓麻痺などの症状を起こし、重傷の場合、心不全から死亡に至ることもある。強心配糖体のコンバラトキシン(convallatoxin)、コンバラマリン (convallamarin)、コンバロシド (convalloside) などを含む有毒植物。有毒物質は全草に持つが、特に花や根に多く含まれる。花壇などに植えられているドイツスズランも有毒である。
山菜として珍重されるギョウジャニンニクと外見が似ていることもあり、誤って摂取し中毒症状を起こす例が見られる。スズランを活けた水を飲んでも中毒を起こすことがあり、上野正彦著「死体は語る」には、五歳の子どもが枕元に置いてあったスズランの活けられた花瓶の水を飲み死亡した例が書かれている。

## 文化
花言葉を「清浄」「幸福」とする文献がある。フランスでは5月1日はミュゲの日といい、愛する人にスズランを贈る習慣がある。ゲルマン神話では、春の女神オスタラがスズランの守護神となっている。別名「聖母の涙」ともいわれる。
他方、有毒植物であることからアイヌでは「毒の花」として親しまれなかった。

### 国花など
フィンランドの国花であり、スウェーデンのイェストリークランド地方の花でもある。

### 日本の自治体・行政区の花
| 道県   | 支庁・地方           | スズランを指定する各市町村                         | 備考                                                                             |
| ------ | -------------------- | -------------------------------------------------- | -------------------------------------------------------------------------------- |
| 北海道 | 上川総合振興局       | 美瑛町                                             | -                                                                                |
| 北海道 | オホーツク総合振興局 | 津別町                                             | -                                                                                |
| 北海道 | 石狩振興局           | 札幌市、恵庭市                                     | 恵庭市の指定は1973年4月2日                                                       |
| 北海道 | 空知総合振興局       | 砂川市                                             | -                                                                                |
| 北海道 | 十勝総合振興局       | 音更町、士幌町、上士幌町、清水町、中札内村、更別村 | -                                                                                |
| 北海道 | 釧路総合振興局       | 釧路市                                             | キンレンカとエゾリンドウも指定している                                           |
| 北海道 | 日高振興局           | 平取町                                             | 平取町芽生（めむ）には、日本最大の野生スズラン群生地（約15ヘクタール）が所在する |
| 長野県 | 東信地方             | 立科町、南牧村                                     | -                                                                                |
| 長野県 | 南信地方             | 富士見町、駒ヶ根市                                 | -                                                                                |
| 奈良県 | -                    | 宇陀市                                             | 自生南限地                                                                       |
| 広島県 | -                    | 世羅町                                             | -                                                                                |

- スズランをシンボルに指定している行政区
  - 兵庫県 ‐ 北区（神戸市）- キクも指定。自生地である六甲山地に近い中心地域の住所は鈴蘭台。

- スズランをシンボルに指定していた自治体
  - 北海道 ‐ 幕別町は、2016年2月6日にスズランからシバザクラへ変更[18]した。

- スズランをシンボルに指定していた廃止自治体
  - 北海道 ‐ 阿寒町（現・釧路市）
  - 岩手県 ‐ 玉山村（現・盛岡市）
  - 福島県 ‐ 都路村（現・田村市）
  - 茨城県 ‐ 岩間町（現・笠間市）- 吾国愛宕ハイキングコース（笠間市上郷(かみごう)）に日本古来種・自生の群生地がある[19]
  - 山梨県 ‐ 芦川村（現・笛吹市）、小淵沢町（現・北杜市）
  - 岐阜県 ‐ 朝日村（現・高山市）
  - 奈良県 ‐ 都祁村（現・奈良市）、室生村（現・宇陀市）
  - 岡山県 ‐ 哲多町（現・新見市）
  - 広島県 ‐ 甲山町（現・世羅町）

## 国指定文化財
日本では以下が、天然記念物として国の文化財の指定を受けている。
- 吐山スズラン群落（奈良県奈良市）
- 向淵スズラン群落（奈良県宇陀市）

## 画像

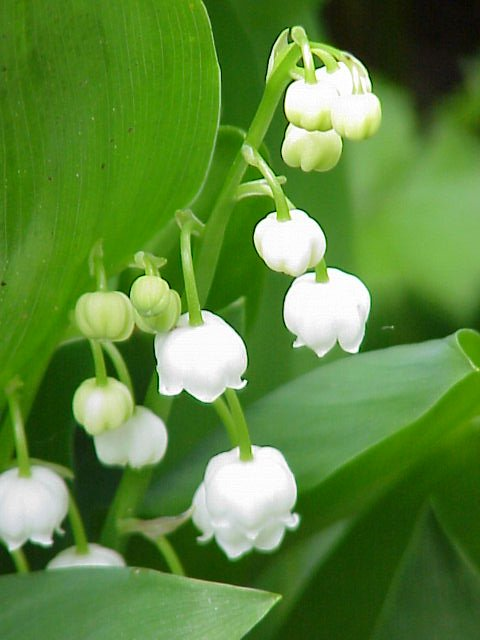
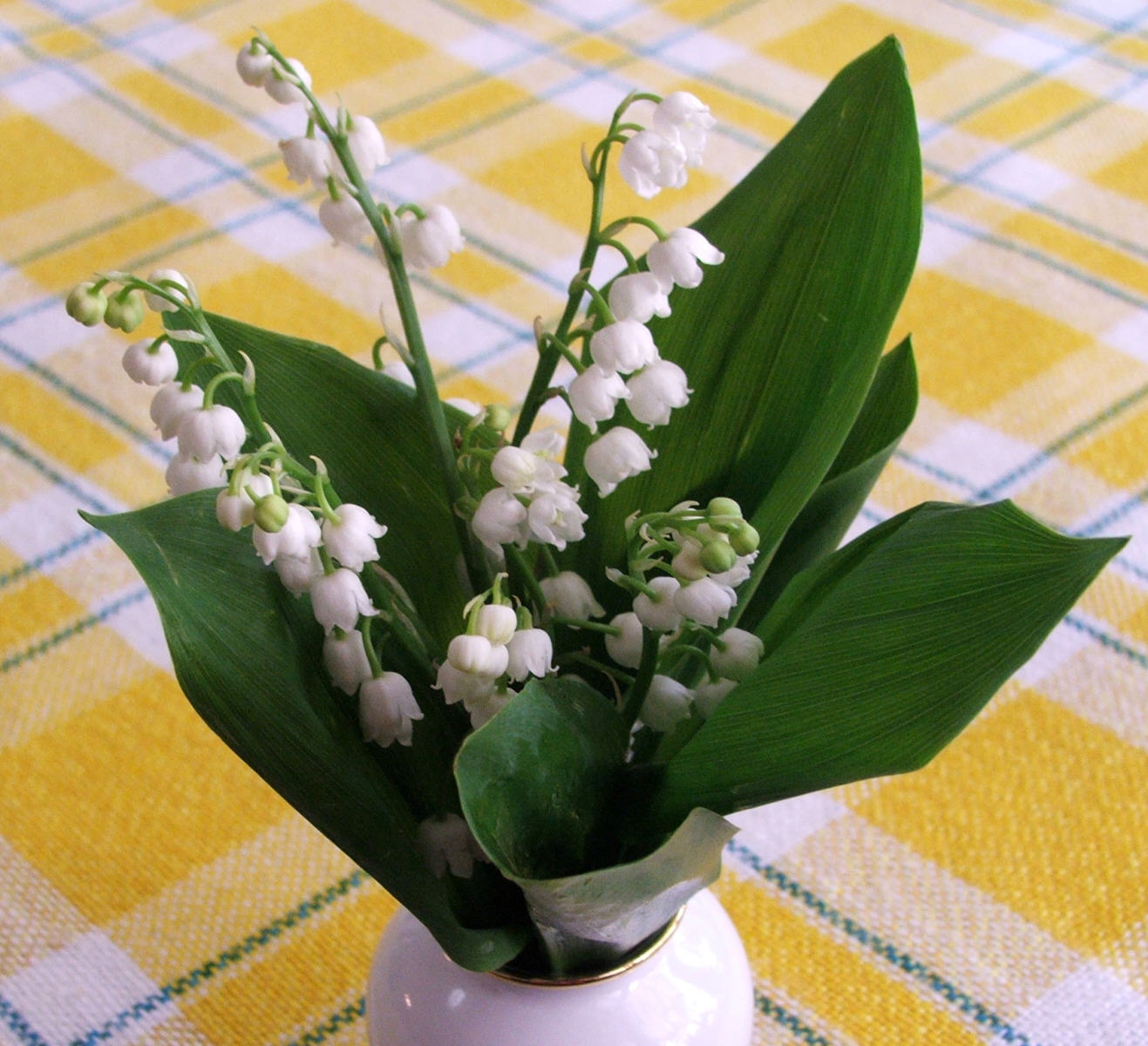
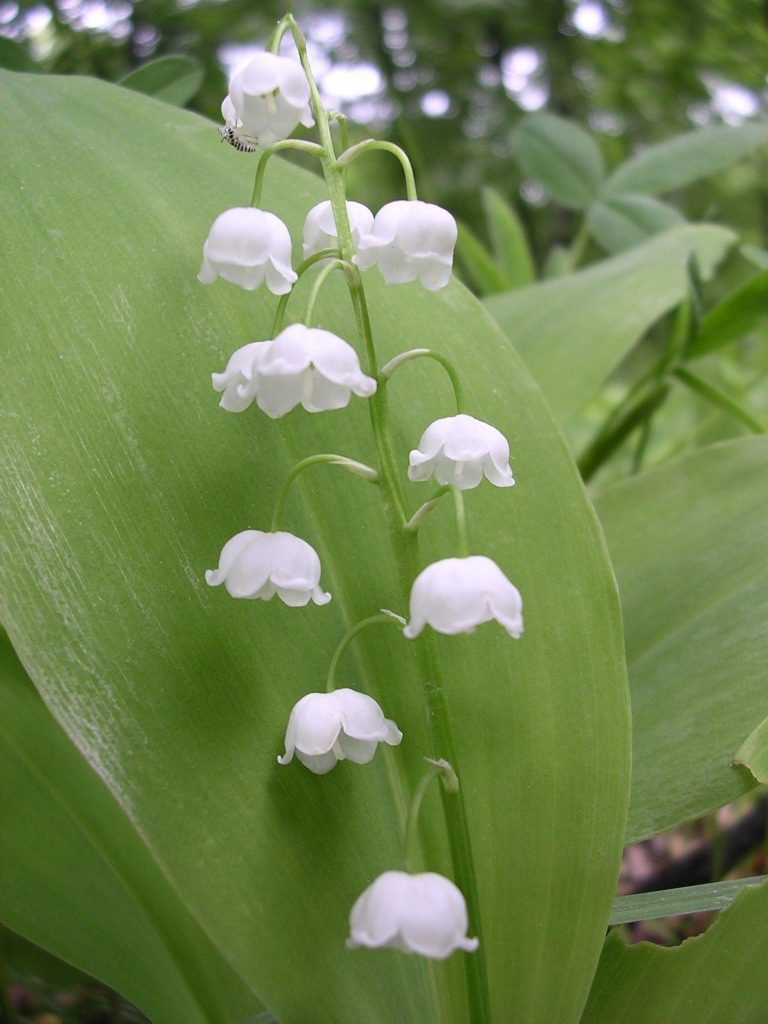